# Klimaflygtning
Klimaflygtninge er mennesker, der er tvunget til at forlade deres hjemland på grund af de negative konsekvenser af klimaforandringerne. Disse konsekvenser kan omfatte stigning i havniveau, ørkendannelse, ekstreme vejrforhold eller manglende adgang til rent vand og fødevarer.
Klimaflygtninge er forskellige fra traditionelle flygtninge, da årsagen til deres tvungen forflytning primært skyldes klimaændringer i stedet for konflikter eller politiske forhold.
Da klimaforandringerne forventes at forværres i fremtiden, kan antallet af mennesker, der bliver tvunget til at forlade deres hjem på grund af klimaændringer, stige betydeligt.
 Der er for få eller ingen kildehenvisninger i denne artikel, hvilket er et problem. Du kan hjælpe ved at angive troværdige kilder til de påstande, som fremføres i artiklen.

| Klima | Spire Denne artikel om klima og klimaforandringer er en spire som bør udbygges. Du er velkommen til at hjælpe Wikipedia ved at udvide den. |